# Parlament Moldavské republiky
Parlament Moldavské republiky je nejvyšším zastupitelským orgánem Moldavské republiky, jediným zákonodárným orgánem státu, který je jednokomorový a skládá se ze 101 poslanců volených na základě kandidátních listin na období 4 let. Parlament je volen všeobecným, rovným, přímým, tajným a svobodným hlasováním. Předseda Parlamentu Moldavské republiky je volen parlamentem, a to minimálním počtem 52 hlasů.
O platnosti nebo neplatnosti mandátu poslance rozhoduje Ústavní soud Moldavské republiky na návrh Ústřední volební komise. Mandát je neplatný v případě porušení volebních předpisů. Parlament se schází na svolání předsedy parlamentu do 30 dnů od voleb. Mandát parlamentu se prodlužuje až do zákonného zasedání nového složení. Během tohoto období nelze měnit ústavu a přijímat, měnit ani rušit organické zákony.
Parlamentní volby se konaly 11. července 2021. Předčasné parlamentní volby skončily drtivým vítězstvím Strany akce a solidarity (PAS).

## Zařízení
Zaměstnanci Parlamentu zajišťují organizační, informační a technickou pomoc činnosti Parlamentu, Stálého předsednictva, stálých výborů, parlamentních frakcí a poslanců. Strukturu a personální evidenci zaměstnanců parlamentu schvaluje parlament.

## Zákonodárný postup
Podle moldavské ústavy (1994) je parlament nejvyšším zastupitelským orgánem a jediným zákonodárným orgánem státu. Právo zákonodárné iniciativy náleží poslancům, předsedovi parlamentu (s výjimkou návrhů na revizi ústavy) a vládě. Při výkonu tohoto práva předkládají poslanci a prezident státu Parlamentu návrhy dokumentů a legislativní návrhy, zatímco vláda předkládá návrhy dokumentů.

## Parlamentní frakce
Za účelem vytvoření pracovních orgánů a organizace činnosti parlamentu vytvářejí poslanci parlamentní frakce složené z nejméně 5 poslanců zvolených na základě kandidátních listin, jakož i parlamentní frakce ve stejném početním složení jako nezávislí poslanci. Parlamentní frakce se ustavují do 10 dnů po zákonném ustavení parlamentu.

### 11. volební období Parlamentu Moldavské republiky
101 poslanců zvolených 11. července 2021 v moldavských parlamentních volbách v roce 2021 tvoří 3 hlavní parlamentní frakce:
| Politická skupina       | Politická skupina                 | Předseda strany       | Vůdce frakce      | Poslanci |
| ----------------------- | --------------------------------- | --------------------- | ----------------- | -------- |
|                         | Strana akce a solidarity (PAS)    | Igor Grosu            | Mihai Popșoi      | 63       |
|                         | Blok komunistů a socialistů (BCS) | Vlad Batrîncea (PSRM) | Zinaida Greceanîi | 32       |
| Vladimir Voronin (PCRM) | Blok komunistů a socialistů (BCS) |                       | Zinaida Greceanîi | 32       |
|                         | nestraníci                        | —                     | —                 | 10       |

## Struktura bývalých zákonodárných orgánů
| Parlament 1994–1998 | 28 PSM | 56 PDAM | 11 BȚI | 9 AFPCD |

| Parlament 1998–2001 | 40 PCRM | 24 PMDP | 11 PFD | 26 CDM |

| Parlament 2001–2005 | 71 PCRM | 19 BeAB | 11 PPCD |

| Parlament 2005–2009 | 56 PCRM | 12 PDM + PSL | 22 AMN | 11 PPCD |

| Parlament duben–červenec 2009 | 60 PCRM | 11 AMN | 15 PL | 15 PLDM |

| Parlament 2009–2010 | 48 PCRM | 13 PDM | 7 AMN | 15 PL | 18 PLDM |

| Parlament 2010–2014 | 42 PCRM | 15 PDM | 12 PL | 32 PLDM |

| Parlament 2014–2019 | 21 PCRM | 25 PSRM | 19 PDM | 13 PL | 23 PLDM |

| Parlament 2019–2021 | 35 PSRM | 30 PDM | 26 ACUM | 3 nez. | 7 ȘOR |

| Parlament 2021– | 32 BECS | 63 PAS | 6 ȘOR |

## Parlamentní výbory
- Výbor pro zemědělství a potravinářství
  - Alexandru Trubca (PAS) - místopředseda
  - Radu Mudreac (BCS) - místopředseda
  - Iurie Păsat (PAS) - tajemník
  - Gheorghe Agheorghiesei (PAS)
  - Viorel Barda (PAS)
  - Gheorghe Ichim (PAS)
  - Corneliu Furculiță (BCS)

- Výbor pro kulturu, vzdělávání, výzkum, mládež, sport a hromadné sdělovací prostředky
  - Liliana Nicolaescu-Onofrei (PAS) - předsedkyně
  - Virgiliu Pîslariuc (PAS) - místopředseda
  - Adela Răileanu (BCS) - místopředsedkyně
  - Marcela Adam (PAS) - tajemnice
  - Maria Gonța (PAS)
  - Marcela Nistor (PAS)
  - Larisa Novac (PAS)
  - Eugeniu Sinchevici (PAS)
  - Elena Beleacova (BCS)
  - Diana Caraman (BCS)
  - Adrian Lebedinschi (BCS)
  - Petru Jardan (ȘOR)

- Výbor pro hospodářství, rozpočet a finance
  - Dumitru Alaiba (PAS) - předseda
  - Radu Marian (PAS) - místopředseda
  - Petru Burduja (BCS) - místopředseda
  - Valentina Manic (PAS) - tajemník
  - Iulia Dascălu (PAS)
  - Sergiu Lazarencu (PAS)
  - Vasile Șoimaru (PAS)
  - Inga Sibova (BCS)
  - Oleg Reidman (BCS)
  - Vadim Fotescu (ȘOR)

- Výbor pro životní prostředí a regionální rozvoj
  - Ina Coșeru (PAS) - místopředsedkyně
  - Ion Babici (PAS) - tajemník
  - Mariana Cușnir (PAS)
  - Dorel Iurcu (PAS)
  - Vitalie Gavrouc (PAS)
  - Alla Pilipețcaia (BCS)
  - Eduard Smirnov (BCS)

- Výbor pro lidská práva a mezietnické vztahy
  - Grigore Novac (BCS) - předseda
  - Natalia Davidovici (PAS) - místopředsedkyně
  - Angela Munteanu-Pojoga (PAS) - tajemnice
  - Liliana Grosu (PAS)
  - Marina Morozova (PAS)
  - Evghenia Cojocari (PAS)
  - Nicolai Rusol (BCS)

- Výbor pro národní bezpečnost, obranu a veřejný pořádek
  - Lilian Carp (PAS) - předsedkyně
  - Ana Racu (PAS) - místopředsedkyně
  - Constantin Starîș (BCS) - tajemník
  - Andrian Cheptonar (PAS)
  - Boris Marcoci (PAS)
  - Oazu Nantoi (PAS)
  - Ion Șpac (PAS)
  - Fiodor Gagauz (BCS)
  - Chiril Tatarlî (BCS)

- Výbor pro veřejnou správu
  - Larisa Voloh (PAS) - předsedkyně
  - Petru Frunze (PAS) - místopředseda
  - Valeriu Muduc (BCS) - tajemník
  - Efimia Bandalac (PAS)
  - Vitalie Jacot (PAS)
  - Ersilia Qatrawi (PAS)
  - Ivanna Koksal (BCS)
  - Irina Lozovan (BCS)
  - Marina Tauber (ȘOR)

- Výbor pro sociální ochranu, zdraví a rodinu
  - Dan Perciun (PAS) - předseda
  - Adrian Belîi (PAS) - místopředseda
  - Vladimir Odnostalco (BCS) - místopředseda
  - Regina Apostolova (ȘOR) - místopředsedkyně
  - Maria Pancu (PAS) - tajemnice
  - Dorian Istrati (PAS)
  - Ana Oglinda (PAS)
  - Alla Darovannaia (BCS)
  - Veaceslav Nigai (BCS)

- Výbor pro zahraniční politiku a evropskou integraci
  - Doina Gherman (PAS) - předseda
  - Ion Groza (PAS) - místopředseda
  - Bogdan Țirdea (BCS) - místopředseda
  - Adrian Baluțel (PAS) - tajemník
  - Mihail Druță (PAS)
  - Mihail Popșoi (PAS)
  - Galina Sajin (PAS)
  - Vlad Batrîncea (BCS)
  - Vladimir Voronin (BCS)

- Soudní výbor pro jmenování a imunity
  - Olesea Stamate (PAS) - předsedkyně
  - Veronica Rosca (PAS) - místopředsedkyně
  - Vasile Bolea (BCS) - místopředseda
  - Igor Chiriac (PAS) - tajemník
  - Vasile Grădinaru (PAS)
  - Artemie Cătănoi (PAS)
  - Ana Calinici (PAS)
  - Boris Popa (PAS)
  - Alla Dolință (BCS)
  - Alexandr Suhodolschi (BCS)
  - Denis Ulanov (ȘOR)

- Výbor pro kontrolu veřejných financí
  - Tatiana Cunețchi (BCS) - předsedkyně
  - Artur Mija (PAS) - místopředseda
  - Oleg Canațui (PAS) - tajemník
  - Victor Spînu (PAS)
  - Zinaida Greceanii (BCS)
  - Ilan Șor (SOR)

- Stálá kancelář
  - Igor Grosu - předseda (PAS)
  - Mihai Popșoi - místopředseda (PAS)
  - Vlad Batrîncea - viceprezident (BCS)
  - Olesea Stamate - PAS
  - Liliana Nicolaescu-Onofrei - PAS
  - Doina Gherman - PAS
  - Veronica Roșca - PAS
  - Dan Perciun - PAS
  - Corneliu Furculiță - BCS
  - Vasile Bolea - BCS
  - Constantin Starâș - BCS
  - Denis Ulanov - ȘOR

## Předsedové Parlamentu Moldavské republiky
- Alexandru Moșanu (4. září 1990 - 2. února 1993)
- Petru Lucinschi (4. února 1993 - 9. ledna 1997)
- Dumitru Moțpan (5. března 1997 - 23. dubna 1998)
- Dumitru Diacov (23. dubna 1998 - 20. března 2001)
- Eugenia Ostapciuc (20. března 2001 - 24. března 2005)
- Marian Lupu (24. března 2005 - 5. května 2009)
- Vladimir Voronin (12. května 2009 - 28. srpna 2009)
- Mihai Ghimpu (28. srpna 2009 - 28. prosince 2010)
- Marian Lupu (30. prosince 2010 - 25. dubna 2013)
- Liliana Palihovici (úřadující; 25. dubna 2013 - 30. května 2013)
- Igor Corman (30. května 2013 - 23. ledna 2015)
- Andrian Candu (23. ledna 2015 - 24. února 2019)
- Zinaida Greceanîi (8. června 2019 - 28. dubna 2021)
- Igor Grosu (29. července 2021 - současnost)

## Budova parlamentu
Budova parlamentu byla dříve místem zasedání ústředního výboru moldavské pobočky Komunistické strany Sovětského svazu a byla postavena v letech 1976-1979. Nachází se na bulváru Štěpána Velikého, dříve známém jako Leninův bulvár. Architekty byli Alexander Cerdanțev a Grigore Bosenco. Budova byla poškozena během občanských nepokojů v roce 2009 a v letech 2012 a 2013 proběhly její opravy. Parlament se do opravené budovy přestěhoval zpět v únoru 2014.

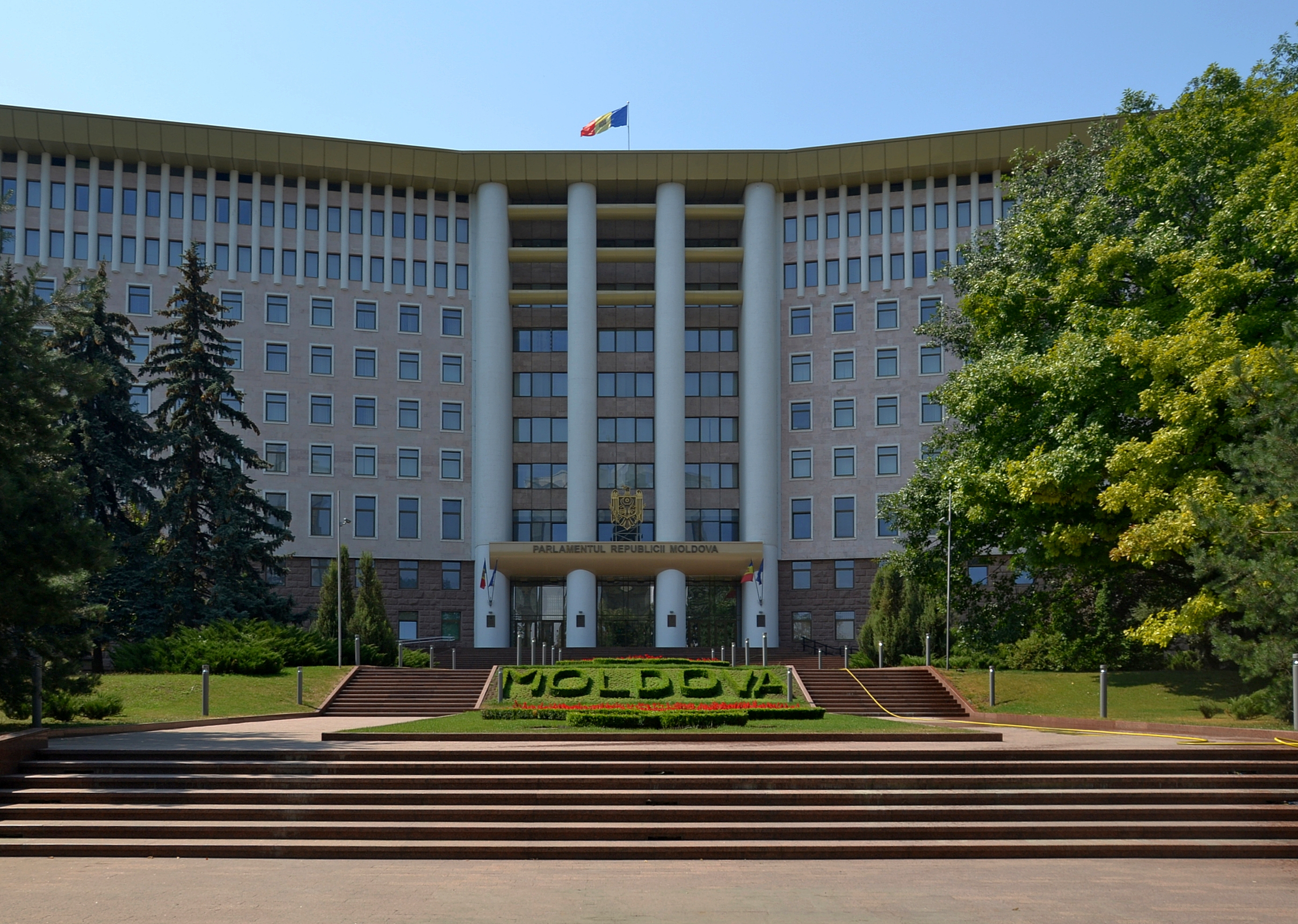
Bulvár Štěpána Velikého
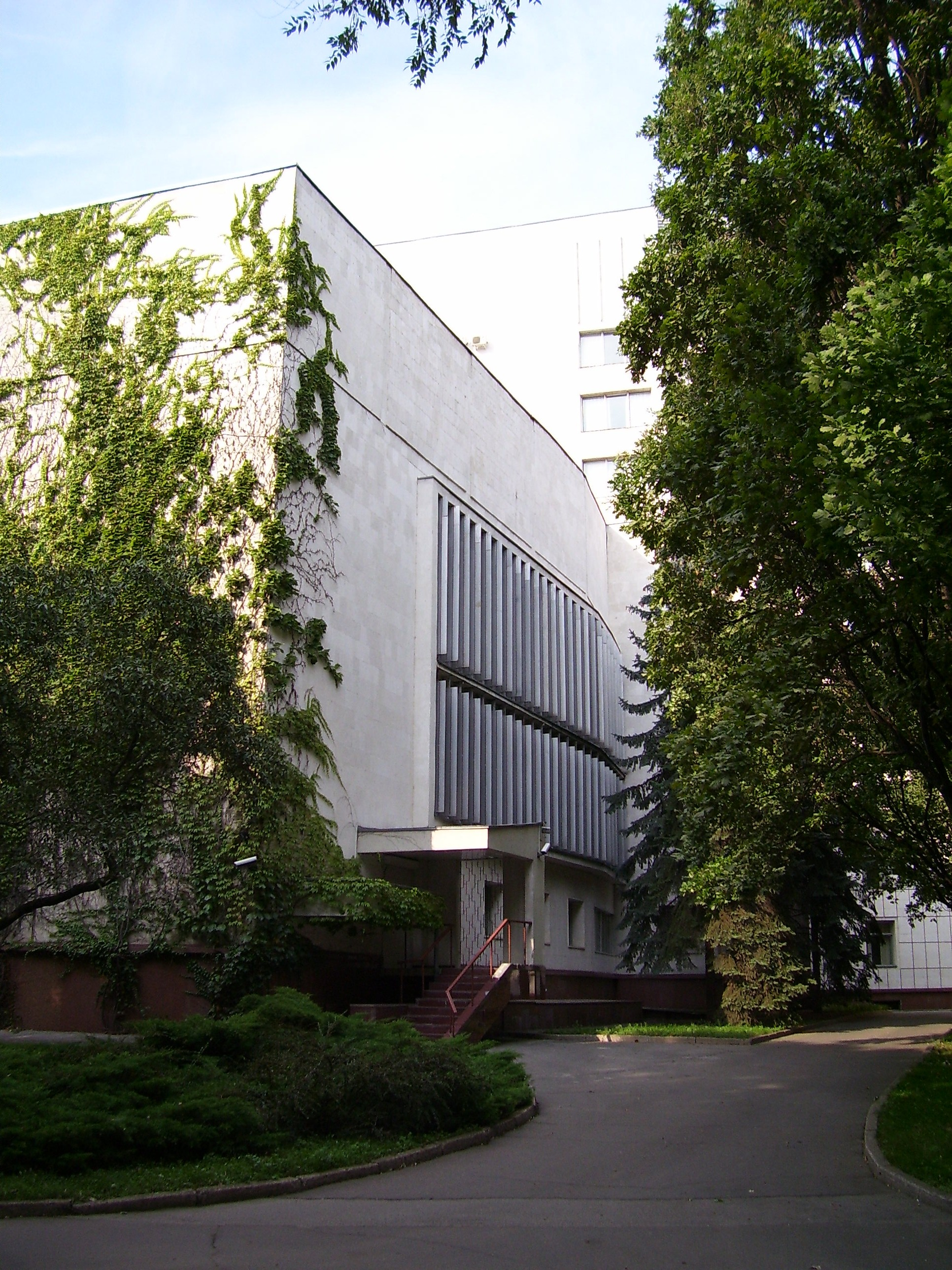
Pohled zezadu